# Kearfottia albifasciella
Kearfottia albifasciella är en fjärilsart som beskrevs av Charles Henry Fernald 1904. Kearfottia albifasciella ingår i släktet Kearfottia och familjen Eriocottidae. Inga underarter finns listade i Catalogue of Life.